# Campionato italiano di hockey su ghiaccio 1989-1990
Il campionato italiano di hockey su ghiaccio 1989-90 venne organizzato dalla FISG.

## Serie A
La formula del campionato viene semplificata. Dopo la regular season, con doppia andata e ritorno, accedono ai play-off le prime quattro meglio classificate.

### Formazioni
Anche in questa stagione approdano nuove formazioni nella massima serie: Fiemme Cavalese e Devils Milano di Silvio Berlusconi, che per allestire una formazione in serie A acquisisce i diritti sportivi del Como e acquista i Diavoli Rossoneri Milano. Dopo 35 anni, la città meneghina rivive l'emozioni di un derby, il primo della stagione viene vinto dal Saima per 9-6.

Risultano iscritte quindi 10 squadre: Bolzano, Asiago, Varese, Milano Saima, Alleghe, Devils Milano, Fassa, Brunico, Fiemme Cavalese e Merano.

### Play-off
Semifinali e finale vengono disputate al meglio delle cinque gare, mentre la sfida per il terzo posto al meglio delle tre.
|  | Semifinali | Semifinali   | Semifinali   | Semifinali   | Semifinali | Semifinali | Semifinali |  |  | Finale | Finale  | Finale  | Finale  | Finale | Finale | Finale |  |
|  |            |              |              |              |            |            |            |  |  |        |         |         |         |        |        |        |  |
|  | 1          | Bolzano      | Bolzano      | Bolzano      | 6          | 4          | 7          |  |  |        |         |         |         |        |        |        |  |
|  | 4          | Milano Saima | Milano Saima | Milano Saima | 3          | 1          | 5          |  |  | 1      | Bolzano | Bolzano | Bolzano | 6      | 10     | 7‡     |  |
|  | 2          | Asiago       | Asiago       | Asiago       | 8          | 5          | 6          |  |  | 2      | Asiago  | Asiago  | Asiago  | 4      | 6      | 6      |  |
|  | 3          | Varese       | Varese       | Varese       | 2          | 3          | 1          |  |  |        |         |         |         |        |        |        |  |

‡: partita terminata ai tiri di rigore
Gara 1 di finale è disputata a Bolzano e i padroni di casa superano l'Asiago per 6-4. All'Hodegart, gli alto atesini s'impongono ancora per 10-6. Il Bolzano riesce a vincere anche Gara 3 per 7-6, ma solamente dopo i tiri di rigore (ben 27) e riesce così a conquistare lo scudetto.

#### Finale 3º/4º posto
Il terzo posto è conquistato dal Varese che vince Gara 1 al Palalbani per 6-5. In Gara 2 al Piranesi i rossoblu portano la serie in pareggio, vincendo 5-2. In Gara 3 i Mastini s'impongono per 7-4.
|  | Finale 3º/4º posto |              |   |   |   |  |
|  |                    |              |   |   |   |  |
|  | 3                  | Varese       | 6 | 2 | 7 |  |
|  | 4                  | Milano Saima | 5 | 5 | 4 |  |

 L'Hockey Club Bolzano vince il suo undicesimo scudetto.

Formazione Campione d'Italia: Alessandro Badiani - Giacinto Boni - Ron Flockhart - Mauro Giacomin - Erwin Kostner - Paolo Lasca - Enrico Laurati - Giovanni Melega - Mark Robert Napier - Gaetano Orlando - Gino Pasqualotto - Martin Pavlu - Roberto Romano - Luciano Sbironi - Lucio Topatigh - Moreno Trisorio - Bruno Zarrillo.

Allenatore: Rudi Hiti.

### Poule retrocessione
Tra parentesi il bonus di punti derivante dalla regular season.
Il Merano retrocede nella serie cadetta.

### Classifica finale
| Pos. | Squadra         |
| ---- | --------------- |
| 1    | Bolzano         |
| 2    | Asiago          |
| 3    | Varese          |
| 4    | Milano Saima    |
| 5    | Alleghe         |
| 6    | Devils Milano   |
| 7    | Bruneck-Brunico |
| 8    | Fassa Falcons   |
| 9    | Fiemme          |
| 10   | Merano          |

### Marcatori
In vetta alla classifica cannonieri c'è Robert Mark Napier (Bolzano) con 154 punti (46 gol e 48 assist), seguito da Scott McLeod (Merano, 153 p.ti, 62 + 91), Tom McMurchy (Fiemme, 148 p.ti, 72 + 76), Ron Flockhart (Bolzano, 147 p.ti, 53 + 94) e Gates Orlando (Bolzano, 144 p.ti, 72 + 72).

## Serie B

### Serie B1

#### Poule promozione
Tra parentesi i punti in bonus derivanti dalla regular season.

#### Poule retrocessione
Tra parentesi i punti in bonus derivanti dalla regular season.
Il Cortina viene promosso in serie A, un'altra squadra bellunese, l'Agordo, retrocede invece in B2.

## Serie C

### Playoff
|  | Semifinali | Semifinali | Semifinali | Semifinali | Semifinali |  |  | Finale     | Finale     | Finale     | Finale     | Finale |  |
|  |            |            |            |            |            |  |  |            |            |            |            |        |  |
|  | Pergine    | Pergine    | Pergine    | Pergine    | 4          |  |  |            |            |            |            |        |  |
|  | Alta Badia | Alta Badia | Alta Badia | Alta Badia | 13         |  |  | Alta Badia | Alta Badia | Alta Badia | Alta Badia | 1      |  |
|  | Dobbiaco   | Dobbiaco   | Dobbiaco   | Dobbiaco   | 3          |  |  | Dobbiaco   | Dobbiaco   | Dobbiaco   | Dobbiaco   | 3      |  |
|  | Valpellice | Valpellice | Valpellice | Valpellice | 2          |  |  |            |            |            |            |        |  |

Il Dobbiaco vince la serie C.

#### Finale 3º/4º posto
|  | Finale 3º/4º posto |            |            |            |   |  |
|  |                    |            |            |            |   |  |
|  | Pergine            | Pergine    | Pergine    | Pergine    | 1 |  |
|  | Valpellice         | Valpellice | Valpellice | Valpellice | 6 |  |